# Rondo Cameron
Rondo Cameron, född 1925, död 2001, amerikansk historiker, professor i ekonomisk historia vid Emory University 1969-93 och författare till ett antal böcker inom ämnesområdet, bl.a. Världens ekonomiska historia från urtid till nutid (2001), där han bl.a. försöker besvara frågan varför vissa ekonomier växer när andra stagnerar.
Cameron är uppvuxen på en gård i Texas under depressionen. På 1960-talet tillbringade han två år i Sydamerika som specialområdesrepresentant för Rockefeller Foundation. Under 1976 gjorde han omfattande resor i Afrika på uppdrag av US Information Agency. Han har även rest i Östeuropa och Sovjetunionen många gånger, inklusive Centralasien och Armenien. 1987 var han gästprofessor vid Keiouniversitetet i Tokyo.